# Kairi
Kairi (カイリ) is een van de personages die Tetsuya Nomura creëerde speciaal voor Kingdom Hearts. Zij is de beste vriendin van Sora en Riku, en een van de zeven "Princesses of Heart". In de Engelse versie wordt de voice-over van Kairi verzorgd door Hayden Panettiere en door Risa Uchida in de Japanse versie.